# کهریزبیک
کهریزبیک یک روستا در ایران است که در دهستان قلعه‌جوق واقع شده‌است. کهریزبیک ۴۴۴ نفر جمعیت دارد.